# United States Forces Japan
Unter dem Namen United States Forces Japan (USFJ, jap. 在日米軍, Zai-Nichi Beigun, offiziell: 日本国における合衆国軍隊, Nihon-koku ni okeru Gasshūkoku Guntai, dt. „Streitkräfte der Vereinigten Staaten in Japan“) unterhalten die Vereinigten Staaten einen militärischen Großverband in Japan zur Stärkung der japanischen Selbstverteidigungsstreitkräfte. Die USFJ unterstehen dem US Pacific Command (PACOM).
USFJ wurde am 1. Juli 1957 an der Fuchū Air Station (Fuchū (Tokio)) aufgestellt (mit dortigem Hauptquartier), wo bereits alle Teilstreitkräfte vertreten waren und einen Personalkörper von 152.000 aufwies. Das  Hauptquartier (HQ USFJ) befindet sich seit 1974 auf dem Yokota Air Base in der Präfektur Tokio auf Honshū. Die Rechtsgrundlage der USFJ, welche in einem Status of Forces Agreement ausdefiniert ist, besteht im amerikanisch-japanischen Bündnisvertrag von 1960.

## Geschichte
1952 beendete der Friedensvertrag von San Francisco die US-geführte Besatzungszeit in Japan nach dem Zweiten Weltkrieg. Gleichzeitig trat der erste Sicherheitsvertrag zwischen den USA und Japan in Kraft, dessen Neuauflage von 1960 bis heute die rechtliche Grundlage für die Stationierung von US-Soldaten auf der Inselgruppe bildet. Insbesondere seit den 1990er Jahren steht die US-Präsenz in der scharfen Kritik weiter Teile der japanischen Bevölkerung. Die Soldaten werden für Übergriffe und Gewalttaten gegen die Bevölkerung sowie für Unfälle und Umweltverschmutzung verantwortlich gemacht. 1996 vereinbarten die USA und Japan, dass ein Fünftel der Fläche auf Okinawa Hontō unter der Kontrolle des US-Militärs an Japan zurückgegeben werden sollte. Vor allem soll der Flughafen Marine Corps Air Station Futenma bis 2014 geräumt und durch einen Flughafen im dünn besiedelten Norden der Insel ersetzt werden. Einige Nebenanlagen der Kadena Air Base, der größten US-Einrichtung in Japan, sollen geschlossen werden. Insgesamt soll die Vernetzung der japanischen und der US-Streitkräfte verstärkt werden. Dazu soll ein neues gemeinsames Luftabwehrzentrum dienen, das Japan in der Yokota Air Base errichten will. 
 Ebenfalls bis 2014 sollen 8000 Marines nach Guam verlegt werden.

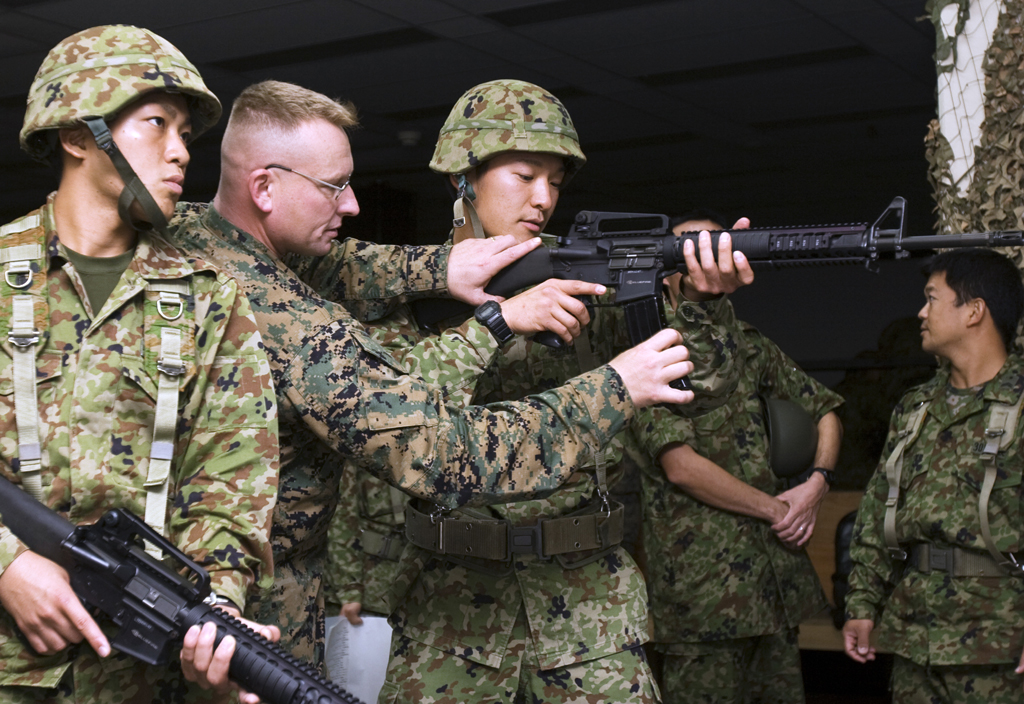
JGSDF-Soldaten im Camp Kinser

Nach nordkoreanischen Versuchen mit Langstreckenraketen vereinbarten die USA und Japan 2006 die Aufstellung zusätzlicher Raketenabwehrsysteme des Typs Patriot PAC-3, zu deren Bedienung rund 600 zusätzliche US-Soldaten nach Japan verlegt werden sollen.

## Auftrag
Die USFJ stellen den amerikanischen Beitrag zum Schutz der territorialen Integrität Japans.
Laut Artikel V des „Vertrags über gegenseitige Kooperation und Sicherheit zwischen Japan und den Vereinigten Staaten von Amerika“ ist Japan dazu verpflichtet, sein Territorium zu Lande sowie eine Zwölf-Meilen-Zone zu Wasser (maritim) zu verteidigen. Die darüber hinausgehenden Gewässer werden von den Vereinigten Staaten verteidigt. Diese dürfen zur Verteidigung Japans laut Artikel VI japanischen Boden betreten und zur Erfüllung ihrer Aufgaben jede japanische militärische Einrichtung in Anspruch nehmen.

## Personalkörper
Die Mannstärke beziffert sich auf rund 38.000 Soldaten und 5000 amerikanischen sowie 25.000 japanische Zivilangestellte.

## Unterstellte Einheiten und Stützpunkte

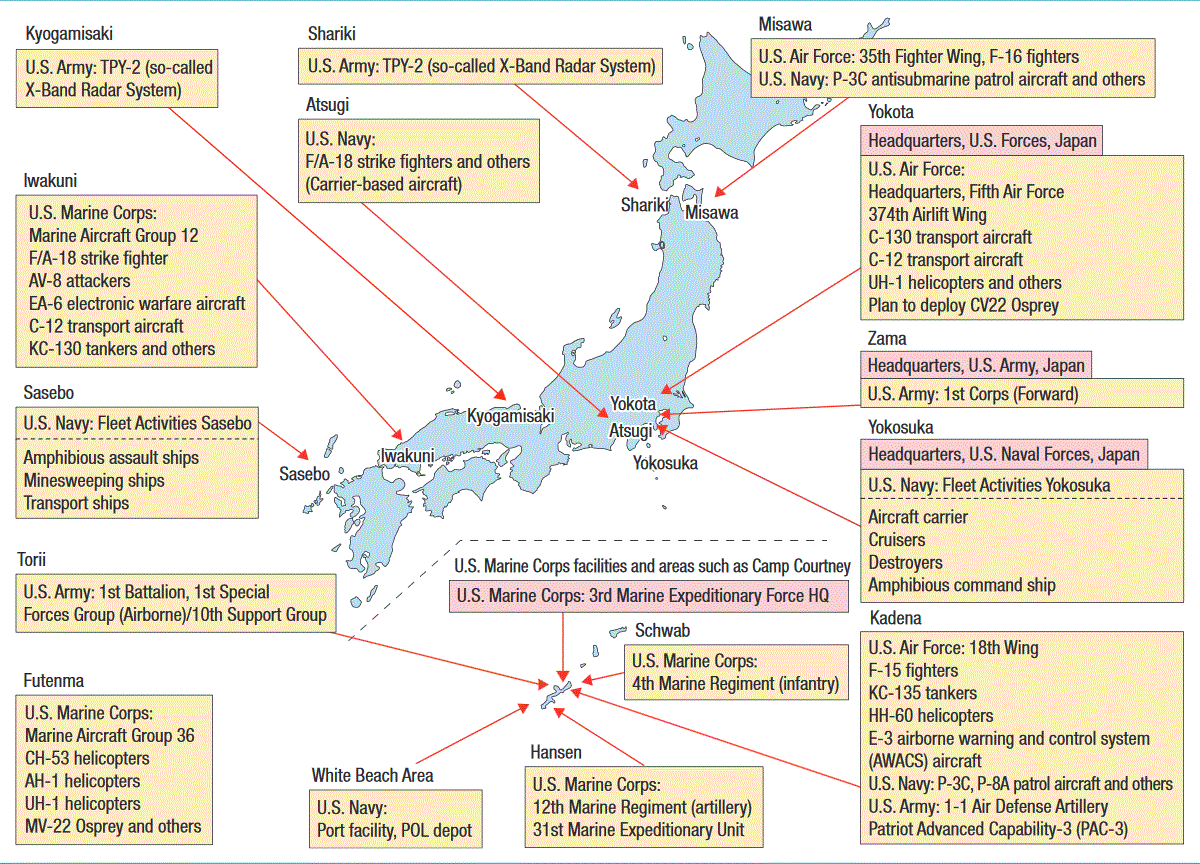

Übersicht der Stützpunkte der USFJ

### Army
Die Bodenstreitkräfte (United States Army) sind als United States Army Japan & I Corps (Forward) (USARJ) Teil der USFJ. Sie hat ihr Hauptquartier in Camp Zama südwestlich von Tokio (Präfektur Kanagawa).  USARJ ist als major subordinate command wiederum Teil der United States Army Pacific.
Der Verband United States Forces Japan besteht aus folgenden Einheiten des Heeres:
- U.S. Army Garrison, Japan
- 9th Theater Support Command, Camp Zama, Japan
- 10th Area Support Group, Präfektur Okinawa, Japan
- U.S. Army Corps of Engineers, Japan District
- U.S. Army Garrison, Japan, Band

### Marine Corps
- Marine Corps Bases, Japan
- Marine Corps Base Camp Butler, Japan
- III Marine Expeditionary Force
- 31st Marine Expeditionary Unit
- Combined Arms Training Center, Camp Fuji, Japan
- Marine Corps Air Station Iwakuni, Japan
- Camp Courtney Marine Corps Base, Uruma, Japan
- Camp Foster Marine Corps Base, Ginowan, Japan
- MCAS Futenma Marine Corps, Ginowan, Japan
- Camp Fuji Marine Corps, Shizuoka, Japan
- Camp Lester Marine Corps Base, Chatan Town, Japan
- Camp Hansen Marine Corps, Okinawa, Japan
- Camp Kinser Marine Corps, Okinawa, Japan
- Camp SD Butler Marine Corps Base, Okinawa, Japan
- Camp Schwab Marine Corps Base, Okinawa, Japan
- MCAS Iwakuni Marine Corps Base in Nishiki, Japan
- Camp Gonsalves Marine Corps, Okinawa, Japan
- Camp Mctureous Marine Corps, Kawasaki Village, Japan
- Yontan Airfield Marine Corps Base, Okinawa, Japan

### Navy
- Commander, U.S. Naval Forces, Japan
- Fleet Activities Okinawa, Japan
- Fleet Activities Sasebo, Japan
- Fleet Activities Yokosuka, Japan
- Naval Air Facility Atsugi, Japan
- Naval Air Facility Misawa, Japan
- Seventh Fleet, Yokosuka, Japan

### Air Force
- Yokota Air Base, Japan
- Kadena Air Base, Okinawa, Japan
- Misawa Air Base, Japan

## Kommandeure
Der Kommandeur der US Forces Japan ist seit 1957 gleichzeitig der Oberbefehlshaber der 5. Luftflotte. Die entsprechende Kommandeursliste ist in dem Artikel über diese Luftflotte einsehbar.  